# Miranda de Ebro
Miranda de Ebro és un municipi i una ciutat espanyola situada a la província de Burgos, a la comunitat autònoma de Castella i Lleó. És la capital de la comarca de l'Ebro. Està situada a 471 m sobre el nivell del mar, i té una població aproximada de 40.000 habitants.

## Administració
| Període      | Nom de l'alcalde/-essa                                | Partit polític        | Data de possessió |
| ------------ | ----------------------------------------------------- | --------------------- | ----------------- |
| 1979 - 1983  | José Luis Anuncibay Fuentes                           | PSOE                  | 19/04/1979        |
| 1983 - 1987  | Julián Simón Romanillos                               | PSOE                  | 28/05/1983        |
| 1987 - 1991  | Julián Simón Romanillos                               | PSOE                  | 30/06/1987        |
| 1991 - 1995  | Julián Simón Romanillos                               | PSOE                  | 15/06/1991        |
| 1995 - 1999  | Agustín Carlos Marina Meneses                         | Partit Popular        | 17/06/1995        |
| 1999 - 2003  | Pablo Nieva Muga (fins al 2002) / Julián S.Romanillos | Partit Popular / PSOE | 03/07/1999        |
| 2003 - 2007  | Fernando Campo Crespo                                 | PSOE                  | 14/06/2003        |
| 2007 - 2011  | Fernando Campo Crespo                                 | PSOE                  | 16/06/2007        |
| 2011 - 2015  | Fernando Campo Crespo                                 | PSOE                  | 11/06/2011        |
| 2015 - 2019  | Mª Aitana Hernando Ruíz                               | PSOE                  | 13/06/2015        |
| 2019 - 2023  | Mª Aitana Hernando Ruíz                               | n/d                   | 15/06/2019        |
| Des del 2023 | n/d                                                   | n/d                   | 17/06/2023        |

## Persones il·lustres
- Ernesto Sáenz de Buruaga (1956-): Periodista
- Calixto Bieito (1963-): Director i compositor teatral

## Enllaços externs

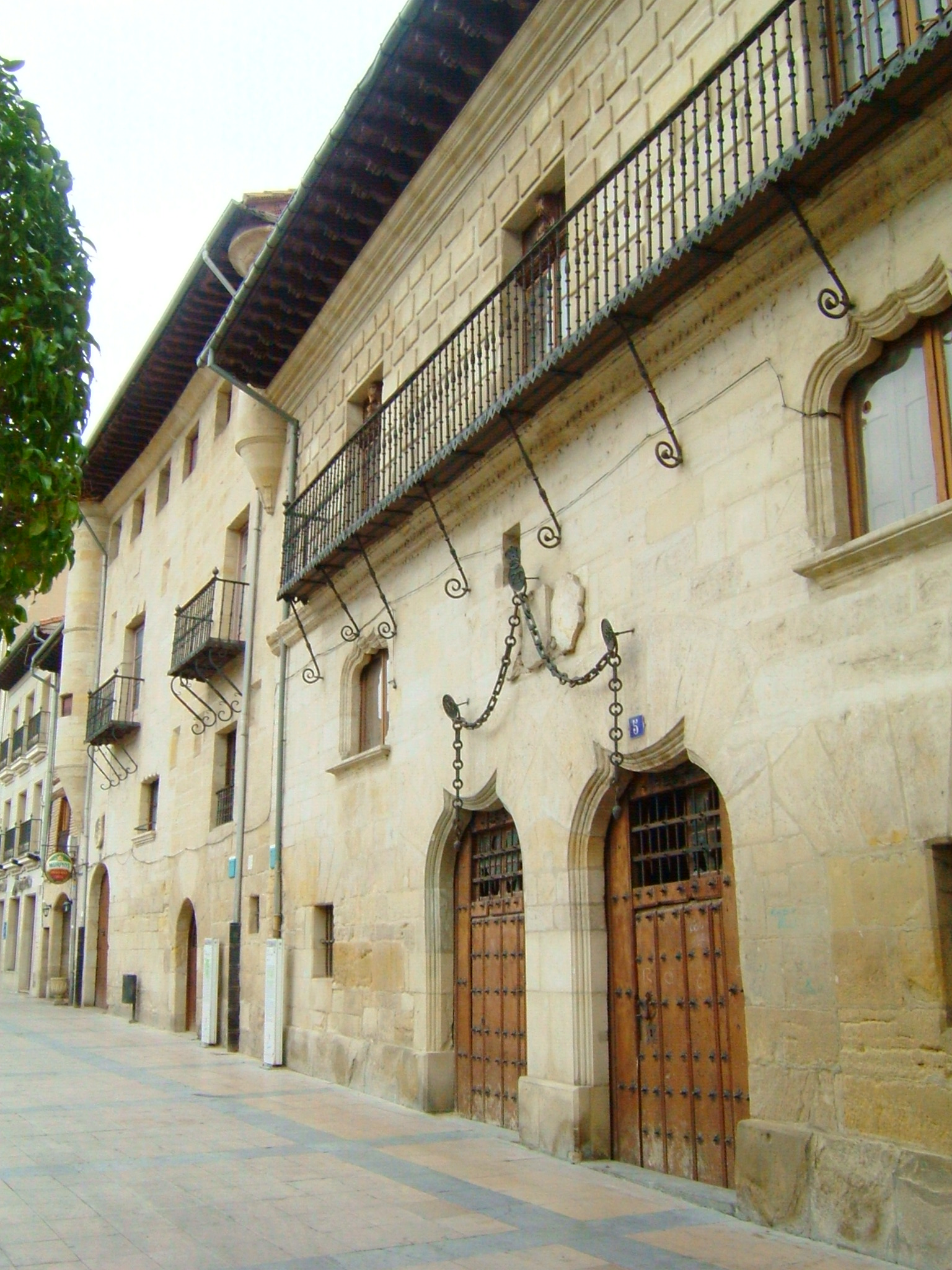
Cases d'un carrer de Miranda de Ebro